# Paul Dupuy (homme politique)
Pour les articles homonymes, voir Paul Dupuy et Dupuy.
Paul Dupuy, né le 28 juin 1878 à Montrouge et mort le 10 juillet 1927 à Versailles, est un homme politique et un patron de presse français.

## Biographie
Fils de Jean Dupuy, patron de presse, sénateur et ministre, et de Sophie Alexandrine Legrand, il a pour frère ainé Pierre Dupuy, député de la Gironde. 
Il s'illustre d'abord dans le cyclisme, où il est recordman de l'heure en 1896. Devenu avocat, il quitte cette profession pour entrer au Petit Parisien, nommé par son père. Il effectue de nombreux voyages aux États-Unis, où il étudie le fonctionnement de la presse et en ramène plusieurs innovations. Il s'intéresse beaucoup à la radio, créant la première radio privée[réf. nécessaire]. En 1913, il crée le magazine La Science et la Vie. En 1917, il rachète à Pierre Lafitte le quotidien Excelsior puis fonde le groupe du même nom, Excelsior Publications. Il crée aussi en 1920 le Miroir des sports.
Il organise, pour Le Petit Parisien, de grandes manifestations sportives, dont le dramatique course aérienne Paris-Madrid 1911, où un appareil vient s'écraser sur la tribune officielle, blessant grièvement le président du Conseil, Ernest Monis, et tuant le ministre de la Guerre, Maurice Berteaux.
De 1910 à 1914, il est député des Hautes-Pyrénées et s'inscrit au groupe de la Gauche démocratique. Il est battu en 1914, mais retrouve le chemin du Parlement en succédant à son père au Sénat, en 1920. Il s'inscrit au groupe de l'Union démocratique et radicale. En 1925, il fait partie de la mission Caillaux, chargée de régler avec les États-Unis la question des dettes de guerre. Réélu sénateur en 1927, il meurt quelques mois plus tard.

### Mariage et descendance
Paul Dupuy épouse à Paris 16e le 8 juillet 1908 Hélène Browne (ou Helen Bancroft Browne), présidente fondatrice de l'œuvre du soldat blessé ou malade, directrice de presse, commandeur de la Légion d'honneur (Chicago, 28 mars 1875 - Paris 16e, 12 avril 1951), fille de William Browne et Mary Smith, dont il a trois enfants :
- Jean Dupuy, administrateur de sociétés, pilote de motonautisme (Paris 16e, 23 août 1909 - Malaga, 22 novembre 1975) ;
- Jacques Dupuy, administrateur de sociétés, pilote automobile[3] (Paris 16e, 7 octobre 1910 - Neuilly sur Seine, 10 mars 1994), marié  à Paris 16e le 19 mai 1937 avec Marguerite Cyprien-Fabre (1913-2008), dont postérité, dont notamment Paul Dupuy II, directeur d'Excelsior Publications ;
- Gladys Hélène Marie Dupuy, Croix de Guerre 1939-1945, officier de la Légion d'honneur (Paris 16e, 11 mars 1912 - Neuilly sur Seine, 28 novembre 1987), mariée à Paris 16e le 29 avril 1931 avec le prince Guy de Polignac, croix de guerre 1939-1945, commandeur de la Légion d'honneur (1905-1996), dont postérité ;